# Neptunia (Schiff)
| Neptunia                     | Neptunia                                                           |
| Technische Daten (Überblick) | Technische Daten (Überblick)                                       |
| ---------------------------- | ------------------------------------------------------------------ |
| Schiffstyp:                  | Passagierschiff                                                    |
| Flagge:                      | Niederlande (1920–1948), Panama (1948–1958)                        |
| Vermessung:                  | 10.519 BRT ab 1933: 10.474 BRT                                     |
| Verdrängung:                 |                                                                    |
| Länge zwischen den Loten:    | 147,00 m ab 1933: 154,20 m                                         |
| Breite:                      | 18,10 m                                                            |
| Tiefgang:                    | 8,84 m                                                             |
| Antrieb:                     | 2 × Dreifachexpansions-Dampfmaschine auf 2 Festpropeller           |
| Gesamtleistung:              | 7000 iPS                                                           |
| Geschwindigkeit:             | 15/16 Knoten                                                       |
| Mannschaft:                  |                                                                    |
| Bauwerft:                    | Nederlandsche Scheepsbouw Maatschappij, Amsterdam                  |
| Ablieferung:                 | Februar 1920 an die Stoomvaart Maatschappij „Nederland“, Rotterdam |

Die Neptunia war ein panamaisches Passagierschiff der Greek Lines, das den ersten Transatlantik-Passagierliniendienst von einem deutschen Hafen nach dem Ende des Zweiten Weltkriegs eröffnete.

## Geschichte

### Johan de Witt

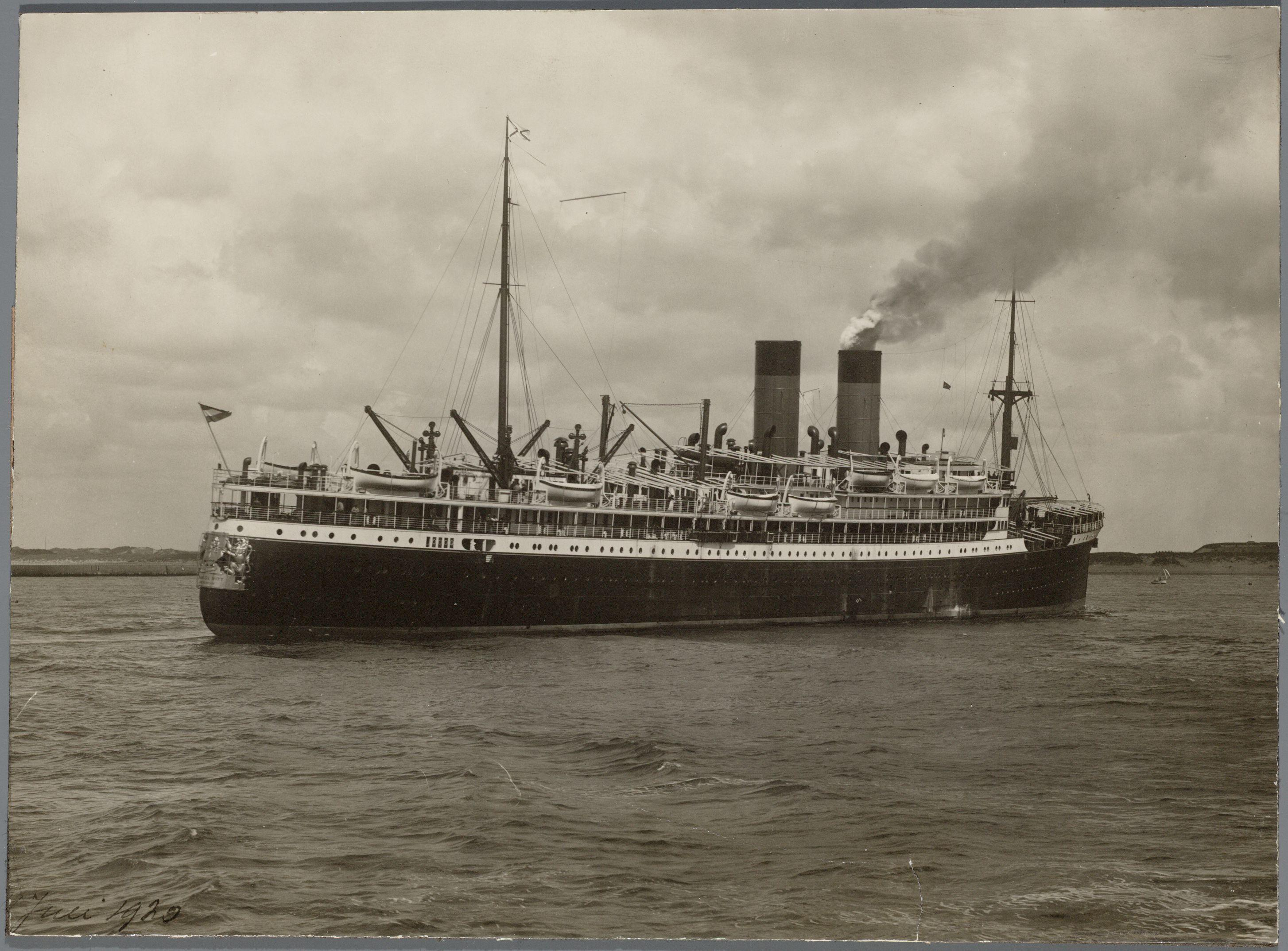
Die Johan de Witt, 1920

Das Schiff wurde am 2. Mai 1919 mit der Baunummer 150 von der Werft Nederlandsche Scheepsbouw Maatschappij in Amsterdam vom Stapel gelassen und im Februar 1920 unter dem Namen Johan de Witt an seine Eigner, die Stoomvaart Maatschappij „Nederland“ in Rotterdam übergeben. Es begann am 27. Juli 1927 seine Jungfernreise für den Dienst über Southampton und Sues nach Niederländisch Ostindien und verfügte bei seiner Indienststellung über 353 Passagierplätze in drei Klassen (1. Klasse: 197, 2. Klasse: 120 und 3. Klasse: 36). Nachdem das Schiff ab Dezember 1930 aufgelegt worden war, wurde es 1932/33 durch Umbau des Vorschiffs auf Maierform um gut sieben Meter verlängert, um ab Oktober 1933 die ausgebrannte Pieter Corneliszoon Hooft zu ersetzen.
Nach einer erneuten Aufliegezeit in Surabaya wurde die Johan de Witt im Zweiten Weltkrieg von Großbritannien übernommen und traf am 20. August 1940 in Sydney ein, wo sie für ihren Einsatz als Truppentransporter umgerüstet wurde. Im Oktober 1940 nahm sie in Melbourne australische Soldaten an Bord und transportierte sie im Konvoi „US5B“ nach Ägypten. Bis Kriegsende wurde sie von den Alliierten mit ihrer niederländischen Besatzung unter Bereederung der Orient Line eingesetzt.
Bei Kriegsende wurde die Johan de Witt an die Nederland Line zurückgegeben, für die sie am 4. Februar 1947 das erste Mal als Auswandererschiff von IJmuiden über Batavia nach Cairns auslief, wo sie am 13. März eintraf. Von dort fuhr sie über Sydney, wo sie am 20. März eintraf, nach Melbourne, Fremantle und über Batavia zurück nach Europa.

### Neptunia
Am 15. Dezember 1948 wurde die Johan de Witt an die Reederei Cia. Maritime del Este der griechischen Coulandris Brothers verkauft, die sie für die Greek Line unter Panamaflagge brachten und in Neptunia umbenannten. Nach einem umfangreichen Umbau, bei dem ein Schornstein abgenommen wurde, hatte sie eine Passagierkapazität von 250 Plätzen in der ersten und 560 Plätzen in der Touristenklasse. Zunächst wurde die Neptunia im Liniendienst zwischen dem Mittelmeer und New York eingesetzt.
Drei Jahre bevor mit der Berlin des Norddeutschen Lloyd das erste Schiff unter deutscher Flagge den Nachkriegsdienst nach New York aufnahm, begann die Neptunia am 26. April 1951 mit ihrer ersten Abfahrt von der Bremerhavener Columbuskaje diesen Transatlantikdienst. An Bord hatten unter anderem 113 deutsche Seeleute angeheuert. Die Fahrkarten wurden über das Hapag-Lloyd Reisebüro verkauft. Nach der erfolgreichen Aufnahme des von Bremer Politik- und Schifffahrtskreisen geförderten Dienstes wurden noch im selben Jahr auch die Canberra und die Columbia mit eingegliedert. 1954 wurde die Neptunia an die Neptunia Shipping Co. in Panama veräußert und ab 1955 wurde das Trio um die Neptunia auf den abwechselnden Dienst nach Kanada und den USA umgestellt.
Die Neptunia hatte später eine Kollision, bei der ihr Vorschiff erheblich beschädigt wurde.
Am 2. November 1957 strandete das Schiff beim Einlaufen vor Cobh auf dem Daunt Rock, wurde daraufhin auf Grund gesetzt und vier Monate später wieder gehoben. Da es aufgrund seines hohen Alters und der schweren Bodenschäden als wirtschaftlicher Totalschaden (Constructive Total Loss) eingestuft wurde, begann man ab dem 7. März 1958 in Hendrik-Ido-Ambacht mit seinem Abbruch.